# Lijst van beelden in Moerdijk
Dit is een (onvolledige) chronologische lijst van beelden in Moerdijk. Onder een beeld wordt hier verstaan elk driedimensionaal kunstwerk in de openbare ruimte van de Nederlandse gemeente Moerdijk, waarbij beeld wordt gebruikt als verzamelbegrip voor sculpturen, standbeelden, installaties, gedenktekens en overige beeldhouwwerken.
Voor een volledig overzicht van de beschikbare afbeeldingen zie: Beelden in Moerdijk op Wikimedia Commons.

## Moerdijk
| Geplaatst | Omschrijving                              | Kunstenaar                           | Straat                                                  | Plaats              | Materiaal    | Afbeelding |
| --------- | ----------------------------------------- | ------------------------------------ | ------------------------------------------------------- | ------------------- | ------------ | ---------- |
| 1914      | Maria                                     |                                      | De Langeweg 46 (vm. klooster)                           | Langeweg            |              |            |
| 1918      | Monument Mobilisatie 1914-1918            |                                      | Landpoortstraat                                         | Willemstad          |              |            |
| 1936/1978 | Monument Moerdijkbrug                     | Frits van Hall                       | Moerdijkbrug                                            | Moerdijk            |              |            |
| 1950      | Monument op de Belgische erebegraafplaats |                                      | Lantaarndijk, 4797                                      | Willemstad          |              |            |
| 1952      | Sint Jacobus de Meerdere                  |                                      | Molenstraat 26 (kerk)                                   | Fijnaart            |              |            |
| 1955      | Kasan, Berg en Zwarts                     |                                      | (Gemeentehuis)                                          | Klundert            |              |            |
| 1955      | Soldaat Willemsen / Watersnood 1953       | Henk Etienne                         | Hoge Heijningsedijk                                     | Heijningen          |              |            |
| 1956      | Sint Joseph                               |                                      | Markt 23                                                | Zevenbergen         |              |            |
| 1967      | Maria met kind                            | Manus Evers                          | Moerdijkseweg                                           | Zevenbergschen Hoek |              |            |
| 1976      | De Reiziger                               | Niek van Leest                       | Visserstraat                                            | Moerdijk            |              |            |
| 1980      | Kind                                      | Niek van Leest                       | Von Kropffplein 2 (school)                              | Klundert            |              |            |
| 1981      | Pratende vrouwen                          | Kees Jansen                          | Markt                                                   | Zevenbergen         |              |            |
| 1981      | Peeënsteker                               | Niek van Leest                       | Prins Hendrikstraat / Kerkstraat / Kees Klasenplantsoen | Zevenbergen         |              |            |
| 1983      | Zeemeermin Serena                         | Niek van Leest                       | Zuidhaven / Markt                                       | Zevenbergen         |              |            |
| 1985      | Klokkenstoel monument                     |                                      | Havendijk, 4782                                         | Moerdijk            |              |            |
| 1991      | De Capucijn                               | Niek van Leest                       | Kloosterlaan                                            | Langeweg            |              |            |
| 1993      | Drie Soldaten                             | Gerard van Steenbergen               | Hofstraat (tuin Mauritshuis)                            | Willemstad          |              |            |
| 1999      | Vlaswerker                                |                                      | Markt                                                   | Standdaarbuiten     |              |            |
| 2001      | De Wachter                                | Marius Boender                       | Oostdijk                                                | Willemstad          | klei en gras |            |
|           | Oorlogsmonument                           | A. Neyens                            | Timberwolfstraat 5a                                     | Standdaarbuiten     |              |            |
|           | Plaquette in het NS-station               | ir. H.G.J. Schelling, dhr. Winkelman | Westelijke Parallelweg 8                                | Zevenbergschen Hoek |              |            |
|           | Nederlands grafmonument                   |                                      | Wilhelminastraat 64                                     | Fijnaart            |              |            |
|           | Monument op de Algemene begraafplaats     | Ir. J. Slagter                       |                                                         | Klundert            |              |            |
|           | Monument Zij die vielen                   |                                      | Hofstraat (tuin Mauritshuis)                            | Willemstad          |              |            |
|           | Monument voor de Gevallenen (Piëta)       |                                      | Molenstraat 26 (begraafplaats)                          | Fijnaart            |              |            |
|           | Voor hen die vielen                       |                                      | St.Martinuspark                                         | Zevenbergschen Hoek |              |            |
|           | Verdrinking van Johan Willem Friso        | Greet Grottendieck                   | (haven)                                                 | Moerdijk            |              |            |
|           | Calvarieberg                              |                                      | Bloemendaalse Zeedijk (kerkhof)                         | Zevenbergschen Hoek |              |            |
|           |                                           |                                      |                                                         |                     |              |            |
|           | Sint Martinus                             |                                      | Hoofdstraat (Sint Martinus)                             | Zevenbergschen Hoek |              |            |
|           | Reliëf                                    |                                      | Keenestraat 7 (rkbs De Rietvest)                        | Klundert            |              |            |
|           | Heilig Hartbeeld                          |                                      | Kloosterlaan                                            | Langeweg            |              |            |
|           | Sint Jan                                  |                                      | Markt 19A                                               | Zevenbergen         |              |            |
|           | Heilig Hartbeeld                          | Leo Jungblut                         | Pastoor Coolenplein / Sint Janstraat                    | Standdaarbuiten     |              |            |
|           | Justitia                                  |                                      | Raadhuis 2                                              | Willemstad          |              |            |
|           | Kinderen rond een boom                    |                                      | Slotdreef                                               | Willemstad          |              |            |
|           | Christus                                  |                                      | Steenweg (vm. Klooster)                                 | Moerdijk            |              |            |
|           | Amnesty International                     |                                      | Steenpad                                                | Willemstad          |              |            |